# 统一革命组织
统一革命组织（西班牙語：Organizaciones Revolucionarias Integradas，缩写为ORI）是古巴历史上的一个社会主义政党联盟。1961年7月26日，菲德尔·卡斯特罗领导的七二六运动、布拉斯·罗加领导的人民社会党和弗雷·乔蒙领导的三一三革命指导委员会组成统一革命组织。1962年3月26日，该联盟改组为古巴社会主义革命统一党。